# ماسامونه شیرو
ماسامونه شیرو (انگلیسی: Masamune Shirow؛ زاده ۲۳ نوامبر ۱۹۶۱) نام هنری مانگاکای اهل ژاپن، با نام اصلی ماسانوری اوتا است. شیرو بیشتر برای خلق مانگای شبح درون پوسته شناخته شده‌است، که از زمان خلق آن تا کنون سه فیلم سینمایی انیمه، دو مجموعه تلویزیونی انیمه، یک سری اووی‌ای، فیلمی لایو اکشن، دو مجموعه اوان‌ای و چندین بازی ویدئویی اقتباس شده‌است.